# 자트족

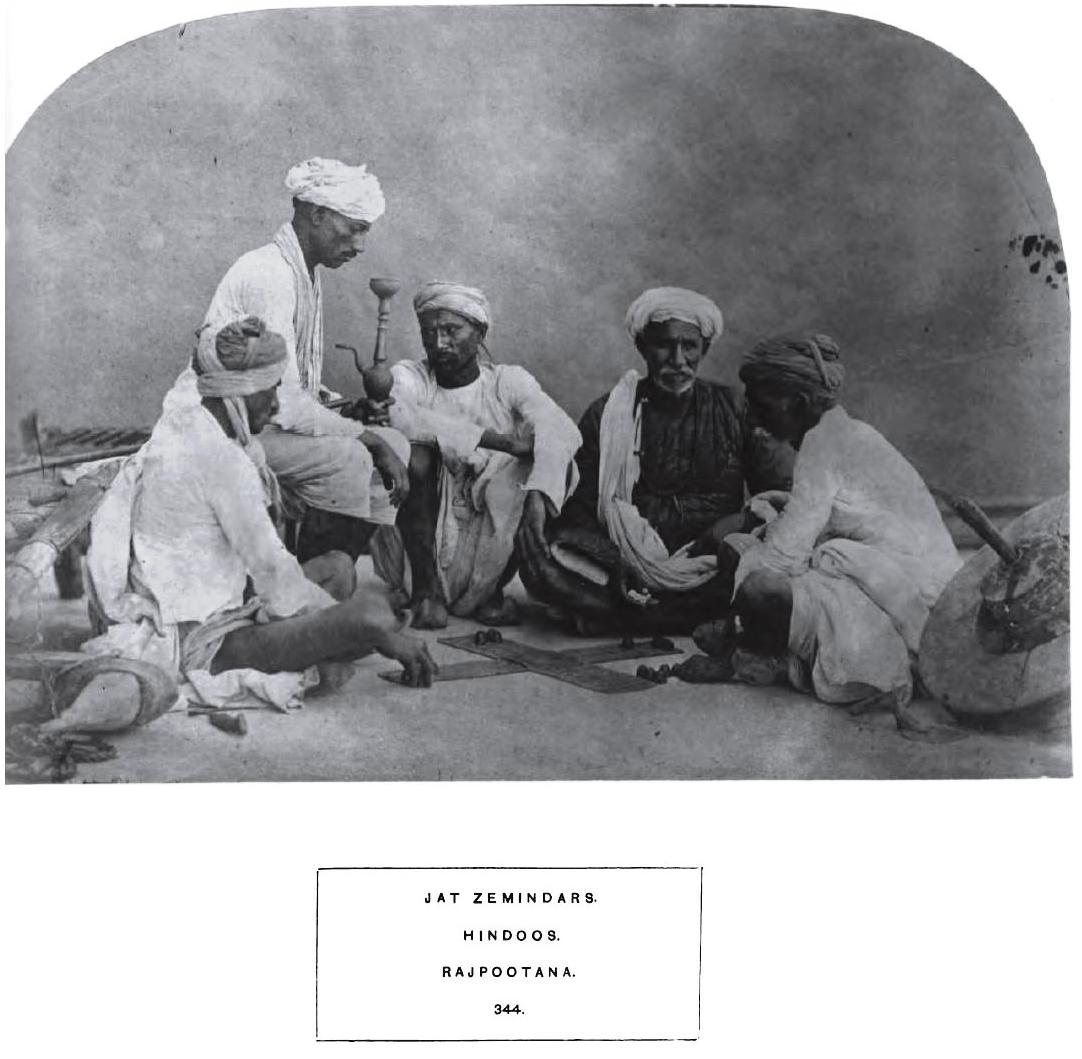
1874년 자트족의 모습

자트족(Jats, 펀자브어: ਜੱਟ, [d͡ʒəʈːᵊ]로 발음, 힌디어: jat, [d͡ʒaːʈ]로 발음, 신디어: جاٽ/جت)은 인도 북부와 파키스탄의 전통적 농업 공동체이다. 원래 신드(Sindh)의 낮은 인더스 강 계곡의 목축민이었던 자트족은 중세 후반에 북쪽으로 펀자브(Punjab) 지역으로 이주했고, 이후 17세기와 18세기에는 델리 준주, 라지푸타나 북동부, 서부 갠지스 평원 지역으로 이주했다. 힌두교, 이슬람교, 시크교 신자가 모두 있으며 현재 인도의 펀자브, 하리아나, 우타르 프라데시, 라자스탄, 파키스탄의 신드, 펀자브 지방에서 주로 보인다.
자트족은 17세기 말과 18세기 초에 무굴 제국에 대항하여 무기를 들었다. 힌두교 자트족 지주 고쿨라(Gokula)는 아우랑제브 시대에 무굴 제국에 반대하는 초기 반군 지도자 중 하나였다. 힌두 자트 왕국은 마하라자 수라지 말(1707~1763) 때 전성기를 맞았다. 이 공동체는 시크교의 무술 칼사 판스(Khalsa panth)의 발전에 중요한 역할을 했다. 20세기까지 토지를 소유한 자트족은 펀자브, 서부 우타르프라데시, 라자스탄, 하리아나, 델리를 포함한 북인도의 여러 지역에서 영향력 있는 집단이 되었다. 수년에 걸쳐 몇몇 자트족은 도시 직업을 위해 농업을 포기하고 지배적인 경제적 정치적 지위를 이용하여 더 높은 사회적 지위를 얻었다.

## 같이 보기
- 자티